# Rawe (Fluss)
Der Rawe (manchmal auch Rawé geschrieben)  ist ein rund 18 Kilometer langer Bach, der im französischen Département Meurthe-et-Moselle in der Region Grand Est verläuft und er ist ein linker Zufluss der Orne.

## Geographie

### Verlauf
Der Rawe entspringt im Gemeindegebiet von Norroy-le-Sec auf einer Höhe von etwa 279 m. Er entwässert generell Richtung Südost.
Im Mündungsabschnitt quert der Rawe die Bahnstrecke Saint-Hilaire-au-Temple–Hagondange und mündet schließlich im Gemeindegebiet von Moineville auf Höhe von ungefähr 181 m  von links in die Orne.
Der 18,03 km lange Lauf des Rawe endet ungefähr 95 Höhenmeter unterhalb seiner Quelle, er hat somit ein mittleres Sohlgefälle von etwa 5,4 ‰.

### Einzugsgebiet
Das 78,4 km² große Einzugsgebiet des Rawe liegt im Lothringer Stufenland und wird durch ihn über die Orne, die Mosel und den Rhein zur Nordsee entwässert.
Es grenzt
- im Nordosten und Osten an das Einzugsgebiet des Woigot, der in die Orne mündet;
- im Süden an das des Ruisseau des Rus, der ebenfalls in die Orne mündet;
- im Südwesten an das des Orne-Zuflusses Ruisseau le Grijolot;
- im Westen an das der Othain, die in die Maas mündet und
- im Nordwesten an das des Ruisseau le Breuil, der in die Othain mündet.

### Zuflüsse
(Reihenfolge in Fließrichtung)
- Ruisseau de Fleville-Lixieres (rechts), 7,5 km
- Ruisseau de la Tanche (rechts), 6,9 km
- Ruisseau de Cuvillon (rechts), 2,5 km
- Le Vivier (links), 1,0 km[5]
- Sèchevaux (links), 16,1 km

### Orte
(Reihenfolge in Fließrichtung)
- La Serpe, Gemeinde Norroy-le-Sec
- Lixières, Gemeinde Fléville-Lixières
- Lubey
- Les Baroches
- Valleroy